# Миколаївка (Старомаяківська сільська громада)
Микола́ївка (до 1918 року село Га́нське) — село Старомаяківської сільської громади Березівського району Одеської області в Україні. Населення становить 1423 осіб.

## Історія
Село засноване, як маєток, відставним поручником Миколою Степановичем Ганським у період між 1780—1790 роками і заселене переселенцями з Польщі. Було центром Миколаївської першої волості Ананьївського повіту Херсонської губернії. На 1896 рік у селі містилось волосне управління, православна церква, земська однокласна школа (80 учнів), позиково-ощадне товариство, земська поштова станція, 5 лавок, винний погріб.
Відповідно до «Списку населених місць Херсонської губернії» в селі мешкали:
- 1887 рік — 1344 мешканці (681 чоловік і 663 жінки);
- 1896 рік — 1611 мешканців (811 чоловіків і 790 жінок);
- 1916 рік — 1877 мешканців (799 чоловіків і 1078 жінок).

У 1930 році в Миколаївці вибухнуло селянське повстання проти радянської влади.
Під час організованого радянською владою Голодомору 1932—1933 років померло щонайменше 22 жителі села.
Колищній огран місцевого самоуправління — Миколаївська сільська рада.

## Населення
Згідно з переписом УРСР 1989 року чисельність наявного населення села становила 471 особа, з яких 222 чоловіки та 249 жінок.
За переписом населення України 2001 року в селі мешкали 1423 особи.

### Мова
Розподіл населення за рідною мовою за даними перепису 2001 року:
| Мова       | Відсоток |
| ---------- | -------- |
| українська | 98,52 %  |
| молдовська | 0,91 %   |
| російська  | 0,35 %   |
| болгарська | 0,07 %   |

## Православна церква
У 1832 році поміщик Петро Миколайович Ганський власним коштом збудував кам'яну однопрестольну церкву в ім'я Миколая Чудотворця замість дерев'яної Свято-Троїцької церкви.

## Відомі люди
Уродженцями села є:
- Ганський Петро Павлович (1867—1942) — художник-імпресіоніст кінця XIX — початку XX століття, член Товариства південноросійських художників, писав пейзажі, портрети, жанрові композиції.
- Жуган Микола Павлович (1917) — Герой Радянського Союзу, генерал-майор авіації.
- Кучеряба Тихін Олександрович (1910—1978) — Герой Радянського Союзу.